# Lincoln Navigator
Der Lincoln Navigator ist ein SUV von Fords Premiummarke Lincoln. Er basiert auf dem Ford Expedition, ist allerdings höherwertig ausgestattet.
Ähnliche Modelle der Konkurrenz sind der Cadillac Escalade sowie der GMC Yukon.

## Erste Generation (1997–2002)
Die erste Generation des Lincoln Navigator wurde im August 1997 als '98-Modell vorgestellt.
Der Navigator basiert auf dem Ford Expedition. Um die beiden Modelle voneinander abzugrenzen, wurden Karosserie und Innenausstattung verändert. So sind der Kühlergrill, die Türgriffe, die Radkästen, die Scheinwerfer sowie auch die Heckleuchten anders gestaltet.
Der Innenraum wurde durch die verwendeten Materialien aufgewertet, zum Beispiel  Lederausstattung, Holzapplikationen, edlere Teppiche sowie eine bessere Audioanlage. Das Armaturenbrett ist das gleiche wie im Expedition.
Die Serienausstattung umfasst
Fahrer- und Beifahrerairbag, Antiblockiersystem (ABS), Klimaautomatik, Multifunktions-Lederlenkrad, elektrisch verstellbare Frontsitze, automatisches Abblendlicht, Nebelscheinwerfer, Niveauregulierung und noch einige andere elektrische Helfer.
Der Motor ist der gleiche wie im Ford Expedition, ein Ford-Triton-V8 mit  5,4 l Hubraum und einer obenliegenden Nockenwelle pro Zylinderreihe. Er leistet 170 kW (230 PS) bei 4250 min−1 und hat ein maximales Drehmoment von 441 Nm bei 3000 min−1.
Serienmäßig war der Lincoln Navigator nur als 2WD mit Hinterradantrieb zu ordern. Optional bot Lincoln den Wagen allerdings auch mit dem von Ford stammenden Allradantrieb Control Trac an.
Schon zum Modelljahr 1999 wurde der Navigator aufgewertet. So waren nun elektrisch verstellbare Pedale und 17-Zoll-Aluminiumräder serienmäßig.
Auch die Basismotorisierung Ford Triton wurde überarbeitet und leistete fortan 190 kW (260 PS) bei 4500 min−1 und hatte ein Drehmoment von 468 Nm bei 2300 min−1. Allerdings wurde noch im selben Jahr der Ford Triton von einem neuen Lincoln InTech  mit gleichem Hubraum, aber zwei obenliegenden Nockenwelle pro Zylinderreihe abgelöst. Er leistete 220 kW (300 PS) bei 5000 min−1 und hatte ein maximales Drehmoment von 481 Nm  bei 2750 min−1.
Ab dem Modelljahr 2000 wurde dann die Ausstattungsliste umfangreicher. Gegen Aufpreis konnte der Wagen nun mit einem Navigationssystem, beheizten und ventilierten Frontsitzen, Einparkhilfe und auch Seiten-Airbags geordert werden.
| Jahr      | Hubraum | Motor                  | Leistung        | Drehmoment |
| --------- | ------- | ---------------------- | --------------- | ---------- |
| 1998–1999 | 5,4 l   | Ford Triton 5.4L V8    | 190 kW (260 PS) | 468 Nm     |
| 1999–2002 | 5,4 l   | Lincoln InTech 5.4L V8 | 220 kW (300 PS) | 481 Nm     |

### Technische Daten
| Modell                          | 5.4                | 5.4                | 5.4                |
| Zylinderzahl                    | V8                 | V8                 | V8                 |
| Hubraum (cm³)                   | 5408               | 5408               | 5408               |
| Max. Leistung (kW/PS)           | 172/230 bei 4250   | 194/260 bei 4500   | 224/300 bei 5000   |
| Max. Drehmoment (Nm)            | 441 bei 3000       | 468 bei 2300       | 481 bei 2750       |
| Höchstgeschwindigkeit (km/h)    | 190                | 198                | 210                |
| Getriebe (Serienmäßig)          | 4 Stufen-Automatik | 4 Stufen-Automatik | 4 Stufen-Automatik |
| Beschleunigung (0–100 km/h)     | 11,3 s             | 10,0 s             | 8,7 s              |
| Verbrauch kombiniert (l/100 km) | ca. 20,0           | ca. 20,0           | ca. 20,0           |
| Tankinhalt                      | 113                | 113                | 113                |

## Zweite Generation (2003–2006)
Die zweite Generation des Lincoln Navigator erschien 2003.
Dieser basierte zwar noch immer auf dem Ford Expedition, erhielt allerdings eine eigenständigeres Aussehen als die Vorgängergeneration. Das Fahrzeug bekam einen größeren Kühlergrill, größere auffälligere Scheinwerfer und einige andere Retuschen. Auch der Innenraum wurde überarbeitet und aufgewertet: So bekam der Navigator nun ein komplett „eigenständiges“ Armaturenbrett, das nach dem Vorbild des „Dual-Cockpit“ des 1961er Lincoln Continental gestaltet war.
Einhergehend damit war es mit Walnussholz-Applikationen, neu beleuchteten Schaltern und einer Analoguhr in einem leicht glänzenden Satin-Nickel-Look ausgestattet.
Das 2003-Modell erhielt auch eine bessere Sicherheitsausstattung. So war das Fahrzeug nun mit Kopfairbags und ab 2004 wahlweise auch mit einem elektrischen Reifen-Luftdruck-System in Kombination mit Fords „AdvanceTrac“, einer Fahrdynamik- und Antriebsschlupfregelung bestückt.
Der Motor blieb unverändert und so war der Wagen lediglich mit dem aus dem Vorgänger bekannten „Lincoln InTech“ erhältlich.
Die Komfort-Ausstattung wurde verbessert und durch zusätzliche Extras ergänzt, wie zum Beispiel eine elektrisch umklappbare Rücksitzbank, eine elektrische Heckklappe und Xenonscheinwerfer (nur im Top-Modell).
Lincoln erneuerte bei diesem Modell das Fahrwerk mit Einzelradaufhängung und die Zahnstangenlenkung, des Weiteren fuhr der Wagen nun serienmäßig auf 18-Zoll-Aluminiumrädern. Durch diese Änderung wurde das Fahrverhalten sicherer und komfortabler.
Die Niveauregulierung des Vorgängers wurde beibehalten, nur mit dem Unterschied, dass nun das Fahrzeug bei Stillstand um 2,5 cm abgesenkt wird. Dies soll das Ein- und Aussteigen erleichtern.

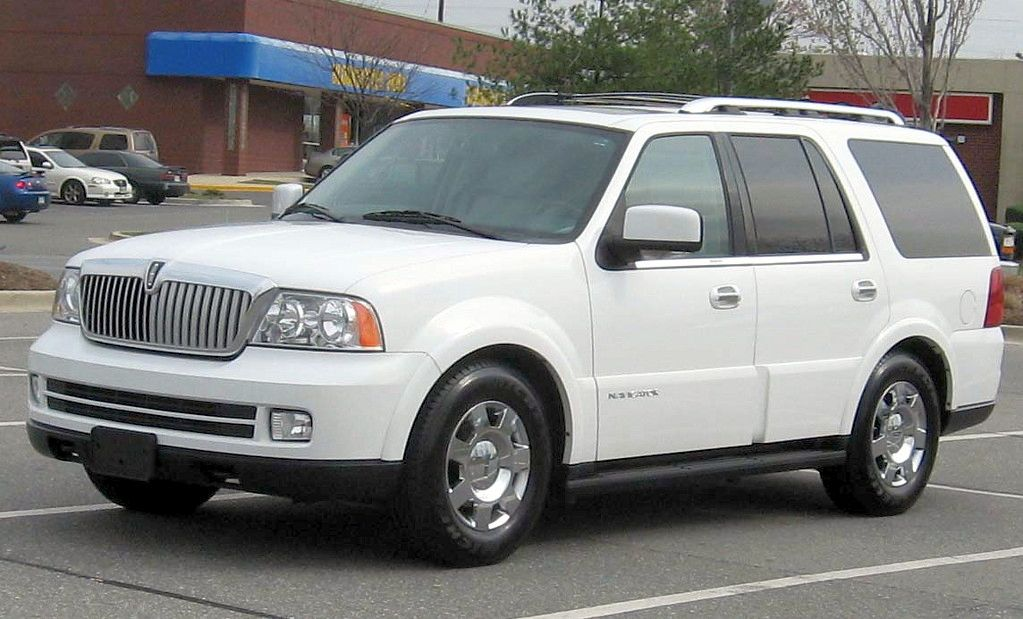
Lincoln Navigator (2005–2006)

2005 erhielt der Navigator eine Modellpflege.
Dabei wurden andere Nebelscheinwerfer eingebaut und das AdvanceTrac-System mit Fahrdynamik- und Antriebsschlupfregelung war nun serienmäßig enthalten.
Außerdem waren die Xenonscheinwerfer jetzt in allen Ausstattungslinien erhältlich.

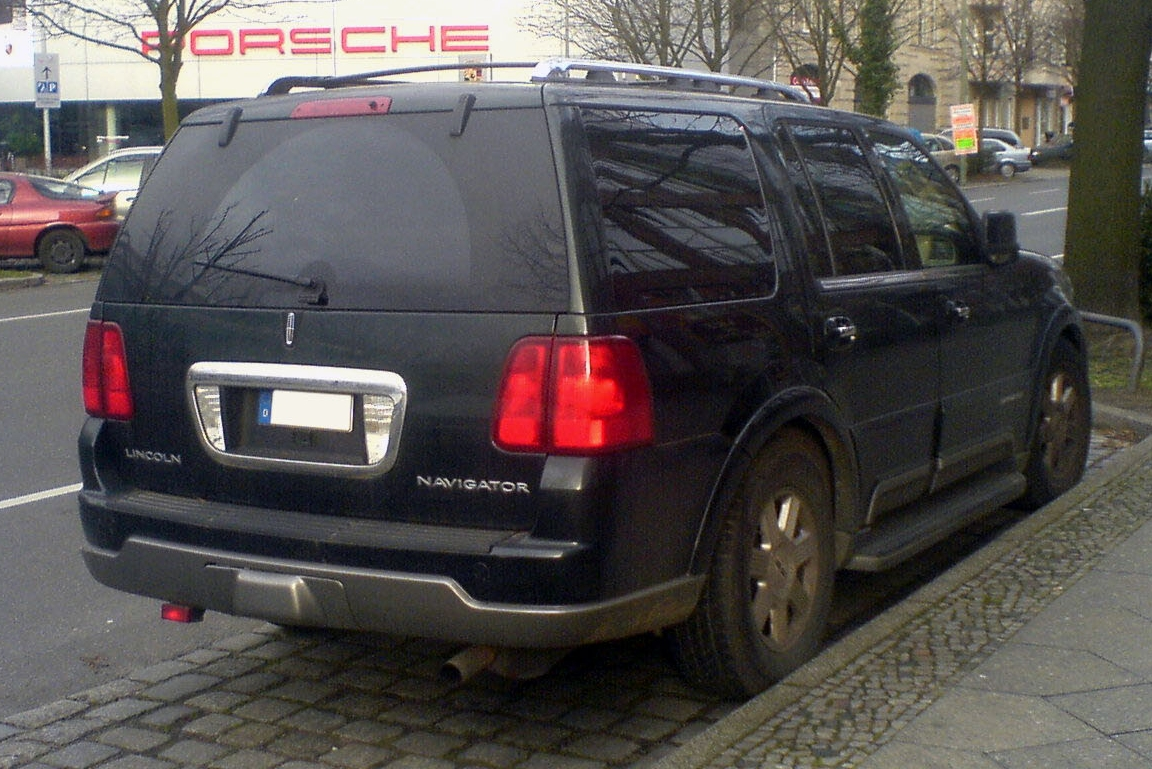
Heckansicht der 2. Generation

Auch der Lincoln InTech wurde durch den Ford Triton ersetzt. Dieser Motor gehört wieder zur Triton-Motorenfamilie von Ford (wie schon aus dem Vorgängermodell bekannt), allerdings ist er eine Neuentwicklung aus dem Jahre 2004, die zum ersten Mal in der F-Serie von Ford verwendet wurde.
(Im Navigator wird der Motor jedoch nicht mit dem Zusatz Triton vermarktet!).
Er hat wieder 3-Ventil-Technik und variable Ventilsteuerung. Dabei leistet er 224 kW (305 PS) bei 5000 min−1 und hat 495 Nm Drehmoment bei 3750 min−1.
Zusätzlich wurde auch das Ford 4-Gang-Automatikgetriebe gegen ein 6-Gang-Automatikgetriebe der Firma ZF Friedrichshafen getauscht.
| Jahr      | Hubraum | Motor                  | Leistung        | Drehmoment | Bemerkungen                                             |
| --------- | ------- | ---------------------- | --------------- | ---------- | ------------------------------------------------------- |
| 2003–2005 | 5,4 l   | Lincoln InTech 5.4L V8 | 220 kW (300 PS) | 481 Nm     |                                                         |
| 2005–2006 | 5,4 l   | Ford Triton 5.4L V8    | 224 kW (305 PS) | 495 Nm     | Nockenwellenverstellung (VCT, variable camshaft timing) |

### Technische Daten
| Modell                          | 5.4                | 5.4                |
| Zylinderzahl                    | V8                 | V8                 |
| Hubraum (cm³)                   | 5408               | 5408               |
| Max. Leistung (kW/PS)           | 224/305 bei 5000   | 224/305 bei 5000   |
| Max. Drehmoment (Nm)            | 481 bei 2750       | 495 bei 3750       |
| Höchstgeschwindigkeit (km/h)    | 202                | 202                |
| Getriebe (Serienmäßig)          | 4 Stufen-Automatik | 6 Stufen-Automatik |
| Beschleunigung (0–100 km/h)     | 10,5 s             | 9,8 s              |
| Verbrauch kombiniert (l/100 km) | ca. 20,0           | ca. 20,0           |
| Tankinhalt                      | 106                | 106                |

## Dritte Generation (2007–2017)
Die dritte Generation des Navigator wurde 2007 vorgestellt.
Sie basiert auf dem Ford-T1-Chassis, auf dem auch der Ford F-150 basiert. Komplett neu gestaltet, hebt sich dieses Modell deutlich von seinen zwei Vorgängern ab. Die auffälligsten Änderungen gab es an der Frontpartie, mit dem riesigen chromfarbenen Kühlergrill, den neu gestalteten Scheinwerfern und einer „kräftiger“ wirkenden Motorhaube. Aber auch die neugestaltete Heckpartie setzt sich deutlich von der des Vorgängers ab. Auch neu sind die vielen verchromten Teile, wie die  Außenspiegelgehäuse oder die Zierleiste auf den Türen.

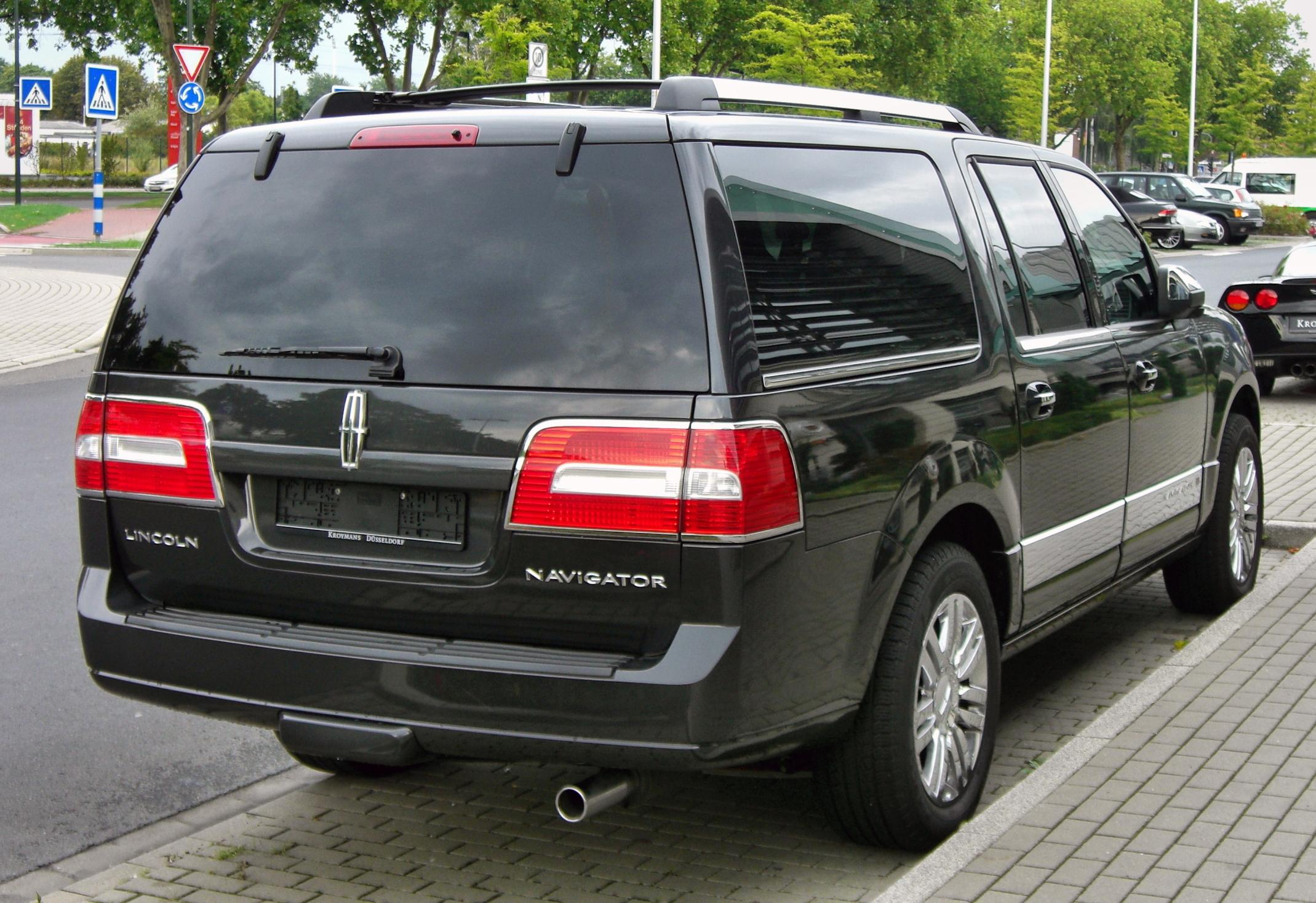
Heckansicht der 3. Generation (L-Version)

Im Innenraum setzte Lincoln das neue Design ebenso fort. So bekam die dritte Generation erneut ein neues Armaturenbrett. Ansonsten wurde die schon vom Vorgänger bekannte Ausstattung mit Walnussholz und satin-nickel-farbenen Bedienelementen in neuem Design eingefügt.
Ab diesem Modelljahr war auch das erste Mal die Langversion des Navigator verfügbar. Diese 370 mm längere Version trägt den Namen Lincoln Navigator L und folgt dem Muster von Langversionen wie Cadillac Escalade ESV, Chevrolet Suburban und GMC Yukon XL.
Da das neue T1-Chassis steifer ist als das alte U-Chassis der beiden Vorgänger, konnte das Fahrverhalten verbessert werden. Lincoln änderte auch das Fahrwerk des neuen Modelles und setzt nun auf eine neu konstruierte 5-Lenker-Hinterachse. Nach wie vor steht das Fahrzeug noch auf 18-Zoll-Aluminiumrädern, wobei nun auch 20-Zoll-Räder verfügbar sind.
Der Motor aus dem Navigator der zweiten Generation wurde beibehalten. Allerdings wurde die 6-Gang-Automatik von ZF Friedrichshafen durch eine 6-Gang-Automatik von Ford ersetzt.
Im Jahr 2008 wurden einige der ehemals optionalen Ausstattungselemente zur Standardausstattung. Dazu gehören beheizte und belüftete Frontsitze, eine elektrisch umklappbare Rücksitzbank, eine elektrische Heckklappe, und eine THX-zertifizierte Audioanlage. Wahlweise ist nun eine Rückfahrkamera erhältlich.
Im Jahr 2009 wurde die Leistung des Ford-Triton-Motors um 7,5 kW (10 PS) auf 231 kW (310 PS) gesteigert und dieser ist nun FlexFuel-fähig. Die Rückfahrkamera ist ab diesem Jahr nun serienmäßig, genauso wie beheizte Rücksitze, eine Einparkhilfe für die Fahrzeugfront und ein Regensensor.
| Jahr      | Hubraum | Motor               | Leistung        | Drehmoment | Bemerkungen                                             |
| --------- | ------- | ------------------- | --------------- | ---------- | ------------------------------------------------------- |
| 2007–2009 | 5,4 l   | Ford Triton 5.4L V8 | 224 kW (300 PS) | 495 Nm     | Nockenwellenverstellung (VCT, variable camshaft timing) |
| 2009      | 5,4 l   | Ford Triton 5.4L V8 | 231 kW (310 PS) | 495 Nm     | VCT, FlexFuel                                           |

### Technische Daten
| Modell                          | 5.4                | 5.4                |
| Zylinderzahl                    | V8                 | V8                 |
| Hubraum (cm³)                   | 5408               | 5408               |
| Max. Leistung (kW/PS)           | 224/300 bei 5000   | 231/310 bei 5000   |
| Max. Drehmoment (Nm)            | 495 bei 3750       | 495 bei 3600       |
| Höchstgeschwindigkeit (km/h)    | 213                | 215                |
| Getriebe (Serienmäßig)          | 6 Stufen-Automatik | 6 Stufen-Automatik |
| Beschleunigung (0–100 km/h)     | 8,4 s              | 8,2 s              |
| Verbrauch kombiniert (l/100 km) | ca. 20,0           | ca. 20,0           |
| Tankinhalt                      | 106                | 106                |

## Vierte Generation (2017–2024)
Einen Ausblick auf die vierte Generation des Navigator zeigte Lincoln auf der New York International Auto Show 2016 mit dem Navigator Concept. Dieses Konzeptfahrzeug hat Flügeltüren und Treppenstufen, die im Serienfahrzeug, das auf der New York International Auto Show 2017 vorgestellt wurde, nicht mehr verwendet werden. Eine überarbeitete Version der Baureihe wurde 2021 präsentiert. Mit dem Black Label werden dem Käufer des Navigator eine deutlich wertigere Innenausstattung und Vorzüge bei anstehenden Werkstattaufenthalten des Fahrzeuges geboten.

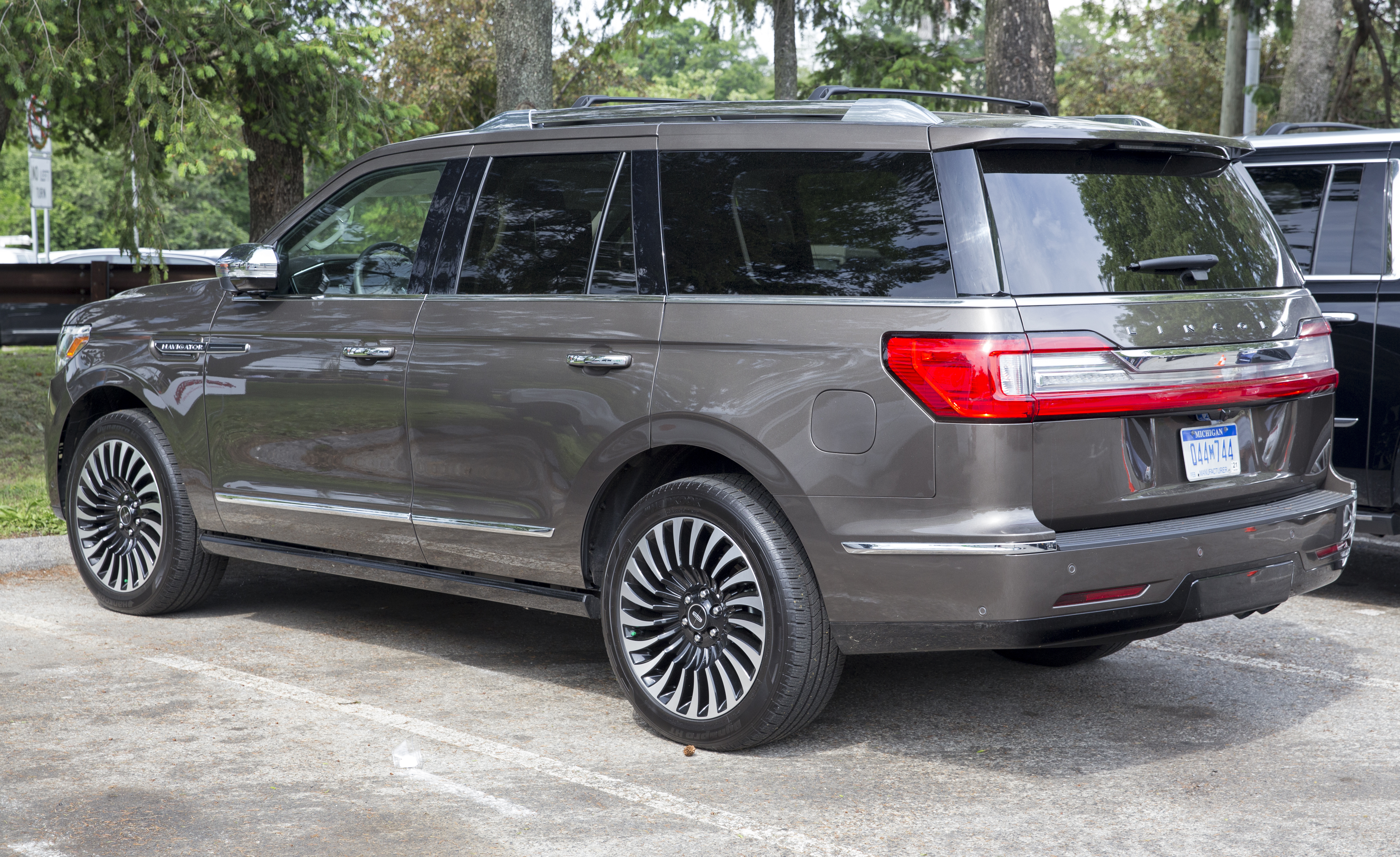
Heckansicht
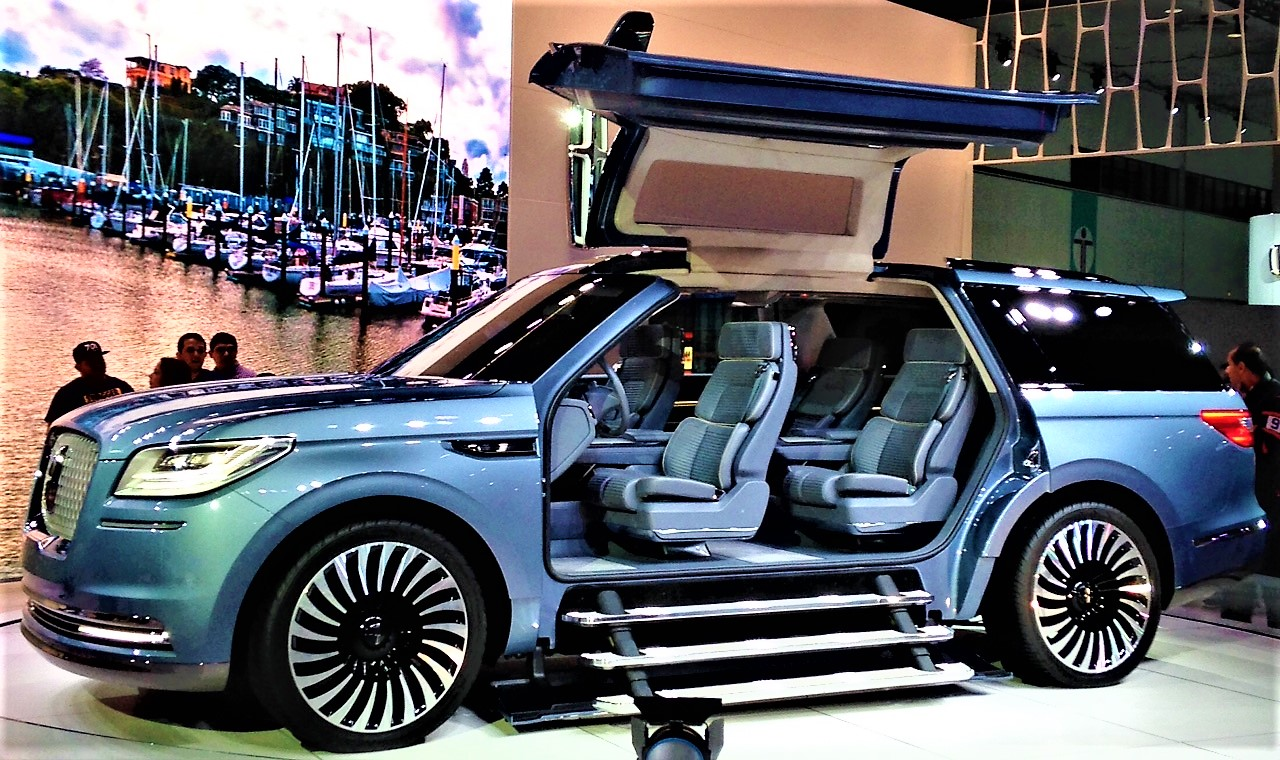
Lincoln Navigator Concept

### Technische Daten
| Daten                          | 3.5 V6 Ecoboost (China)   | 3.5 V6 Ecoboost (China)   | 3.5 V6 Ecoboost (USA)     |
| Bauzeitraum                    | seit 09/2019              | seit 04/2017              | seit 11/2017              |
| Motorkenndaten                 |                           |                           |                           |
| Motortyp                       | V6-Ottomotor              | V6-Ottomotor              | V6-Ottomotor              |
| Hubraum                        | 3496 cm³                  | 3496 cm³                  | 3496 cm³                  |
| Verdichtungsverhältnis         | 10,0 : 1                  | 10,0 : 1                  | 10,0 : 1                  |
| max. Leistung bei min−1        | 285 kW (387 PS) / 5500    | 305 kW (415 PS) / 5900    | 335 kW (455 PS) / 5500    |
| max. Drehmoment bei min−1      | 680 Nm / 3000             | 670 Nm / 3400             | 691 Nm / 3000             |
| Kraftübertragung               |                           |                           |                           |
| Antrieb, serienmäßig           | Allradantrieb             | Allradantrieb             | Allradantrieb             |
| Getriebe, serienmäßig          | 10-Gang-Automatikgetriebe | 10-Gang-Automatikgetriebe | 10-Gang-Automatikgetriebe |
| Messwerte                      |                           |                           |                           |
| Höchstgeschwindigkeit          | 197 km/h                  | 197 km/h                  | 250 km/h                  |
| Beschleunigung, 0–100 km/h     | k. A.                     | 6,1 s                     | 5,5 s                     |
| Kraftstoffverbrauch auf 100 km | 11,4 l Super              | 11,4 l Super              | 12,3 l Super              |
| Tankinhalt                     | 94 l                      | 94 l                      | 94 l                      |

## Fünfte Generation (seit 2024)
Der Navigator der fünften Generation wurde am 15. August 2024 vorgestellt. Seit Oktober 2024 wird er verkauft. Wie der Vorgänger erhält er einen 3,5-Liter-V6-Ottomotor, der 328 kW (446 PS) leistet und ein Drehmoment von 691 Nm bietet. Die Langversion ist rund 30 cm länger. Das serienmäßige, sogenannte BlueCruise-System vereint zahlreiche Assistenzsysteme, wodurch autonomes Fahren auf der Autobahn ermöglicht wird.
Der Innenraum bietet bis zu acht Sitzplätze in drei Reihen und ein 48 Zoll großes Infotainment-Display. Die Sitze der ersten beiden Sitzreihen lassen sich klimatisieren und verfügen über Massagefunktionen. In der umklappbaren dritten Sitzreihe ist eine Sitzheizung verfügbar.